# 비욘의 아내
비욘의 아내(ヴィヨンの妻, Villon's Wife)는 일본에서 제작된 네기시 키치타로 감독의 2009년 드라마 영화이다. 마츠 다카코 등이 주연으로 출연하였고 카메야마 치히로 등이 제작에 참여하였다.

## 출연

### 주연
- 마츠 다카코
- 아사노 타다노부

### 조연
- 히로스에 료코
- 츠마부키 사토시
- 츠츠미 신이치
- 무로이 시게루
- 이부 마사토
- 그레고리 페카

## 제작진
- 조명: 오사다 타츠야
- 녹음: 카키자와 키요시
- 미술: 야우치 쿄코